# Jane Lundblad
Jane Kristina Lundblad, née le 28 mai 1905 à Vänersborg, Västergötland, et morte le 15 décembre 1986 à la paroisse Hedvig Eleonora, Stockholm est une traductrice et journaliste suédoise. Elle est présidente de l'Association suédoise des femmes diplômées des universités de 1968 à 1971.

## Biographie
Elle est la fille du médecin hospitalier Olof Lundblad et de son épouse Eleonore af Sandeberg. Sa famille vit à Vänersborg. Il n'y a pas d'école secondaire pour les filles à Vänersborg, aussi fait-elle ses études à Lund, où elle obtient son diplôme de fin d'études secondaires en 1923. Elle passe une année à l'université de Montpellier, puis en 1924, elle s'inscrit à l'université d'Uppsala. Elle obtient son diplôme (B.A.) en langues romanes, anglais et allemand, puis elle fait un master d'histoire de l'art en 1929. Pendant ses années d'études, elle est membre d'un syndicat étudiant, le Västgöta nation d'Uppsala (en), au sein duquel les étudiantes s'efforcent de faire valoir une égalité de traitement entre les étudiants hommes et femmes.
Après ses études, elle travaille quelque temps au ministère des Affaires étrangères, cependant, elle est surtout active, durant les années 1930-1940 comme secrétaire de Torgny Segerstedt (en) au Göteborgs Handels- och Sjöfartstidning, un journal de Göteborg. Elle traduit notamment des textes sensibles pour le journal, sur la situation internationale en lien avec la prise de pouvoir d'Hitler et la situation en Allemagne nazie telles que la racontent les exilés politiques. Elle reprend des études, passe une année d'études à l'université Columbia en 1945-1946, où elle obtient un master (licentiate) en 1947. Elle consacre sa thèse de doctorat à Nathaniel Hawthorne et la tradition littéraire européenne et la soutient en 1948 à l'université d'Uppsala.
Elle reprend des activités professionnelles comme traductrice de littérature anglophone, tout en travaillant comme éditrice chez Prisma Presse pour compléter ses revenus, et en donnant des cours à l'université. Elle édite la série de livres English Classics et American Classics dans les années 1950 aux éditions Tidens förlag (sv). Elle traduit un certain nombre d'auteurs classiques anglais et américains tels que Samuel Pepys, Henry James, Gertrude Stein et Virginia Woolf.
Elle est membre de l'Association suédoise des femmes diplômées des universités, dont elle est présidente de 1968 à 1971, et de la société des auteurs suédois (Sveriges författardond). Elle présente des émissions consacrées à des autrices suédoises à la radio.
Elle meurt à Stockholm le 15 décembre 1986 et est inhumée à Vänersborg.

## Traductions (sélection)
- Helen Ashton: På medelhavskryss med familjen  (Geber, 1934)
- Adalbert Stifter: Brokiga stenar : ett urval  (Tiden, 1949)
- Graham Greene: Slutet på historien (Norstedt, 1952)
- Paul Valéry: Aforismer (Almqvist & Wiksell/Geber, 1954)
- James Boswell: Samuel Johnsons liv (Forum, 1969)
- Mary Wollstonecraft: Brev skrivna under en kort vistelse i Sverige, Norge och Danmark (Tiden, 1978)
- Barbara Pym: Förträffliga fruntimmer  (Bromberg, 1981)